# Sabaneta (provinshuvudstad)
Sabaneta är en provinshuvudstad i Dominikanska republiken.   Den ligger i provinsen Santiago Rodríguez, i den nordvästra delen av landet, 180 km nordväst om huvudstaden Santo Domingo. Sabaneta ligger 127 meter över havet och antalet invånare är 16 380.
Terrängen runt Sabaneta är platt åt nordväst, men åt sydost är den kuperad. Runt Sabaneta är det ganska glesbefolkat, med 50 invånare per kvadratkilometer. Sabaneta är det största samhället i trakten. Omgivningarna runt Sabaneta är en mosaik av jordbruksmark och naturlig växtlighet.